# Federación General de Sindicatos de Corea
La Federación General de Sindicatos de Corea (FGSC; (hangul: 조선직업총동맹;  hanja: 朝鮮職業總同盟) es la única federación sindical legal en Corea del Norte. Fue fundada el 30 de noviembre de 1945 como la Federación General de Sindicatos de Corea del Norte. En enero de 1951 fue reorganizada y adoptó su nombre actual. La FGSC es una de las organizaciones de masas más importantes en el país. Tiene unos 1.6 millones de miembros.
El presidente del Comité Central de la FGSC es Ju Yong-guk.
A nivel nacional la Federación General de los Sindicatos de Corea es miembro del frente popular Frente Democrático para la Reunificación de la Patria. A nivel internacional está afiliada a la Federación Sindical Mundial, a la ingresó el 2 de mayo de 1947. Los sindicatos de la FGSC están afiliados a varias ramas de la FSM.El jefe del departamento internacional de la FGSC es Im Jong Gi.
Se requiere a todos los trabajadores mayores de 30 años que para ser miembros de la FGSC no deben ser miembros del gobernante Partido del Trabajo de Corea, la Unión de Trabajadores Agrícolas de Corea o la Unión de Mujeres Socialistas de Corea.
La página web de la Asociación de Amistad con Corea dice que la FGSC lidera la educación ideológica para asegurarse que sus miembros estén bajo la idea juche y tomen parte en la construcción socialista y el desarrollo de la economía del país. Aunque, el North Korea Handbook dice que la FGSC no está hecha para servir a sus miembros bajo el liderazgo del PTC. 
La FGSC está directamente controlada por el Comité Central del PTC.
El periódico Rodongja Sinmun es el órgano oficial del Comité Central de la FGSC.

## Expresidentes
- Ryom Sun-gil[1]
- Ju Yong-gil[9]

## Sindicatos afiliados a la FGSC
La FGSC tiene dos tipos de sindicatos, los que están en empresas estatales y los que están en empresas privadas. Los siguientes sindicatos representan nueve industrias diferentes dentro de la FGSC:
- Sindicato de la Metalúrgia, Ingeniería, Minería y Energía de Corea.
- Sindicato de la Industria ligera, Química y Comercio de Corea.
- Sindicato de Transporte y Marina de Corea.
- Sindicato de Construcción y Silvicultura de Corea.
- Sindicato de Educación y Cultura de Corea.
- Sindicato de Trabajadores de Corea.

### Obras citadas
- Yonhap (2002). North Korea Handbook. Seoul: M.E. Sharpe. ISBN 978-0-7656-3523-5.

## Further reading
- Kim Jong-il (1986). On Further Improving the Work of the Trade Unions: A Letter to the Participants in the National Training Course for Trade Union Workers May 3, 1984. Pyongyang: Foreign Languages Publishing House. OCLC 59863019. Archivado desde el original el 18 de abril de 2019. Consultado el 28 de mayo de 2019.

- Datos: Q3091909